# Shōtengai

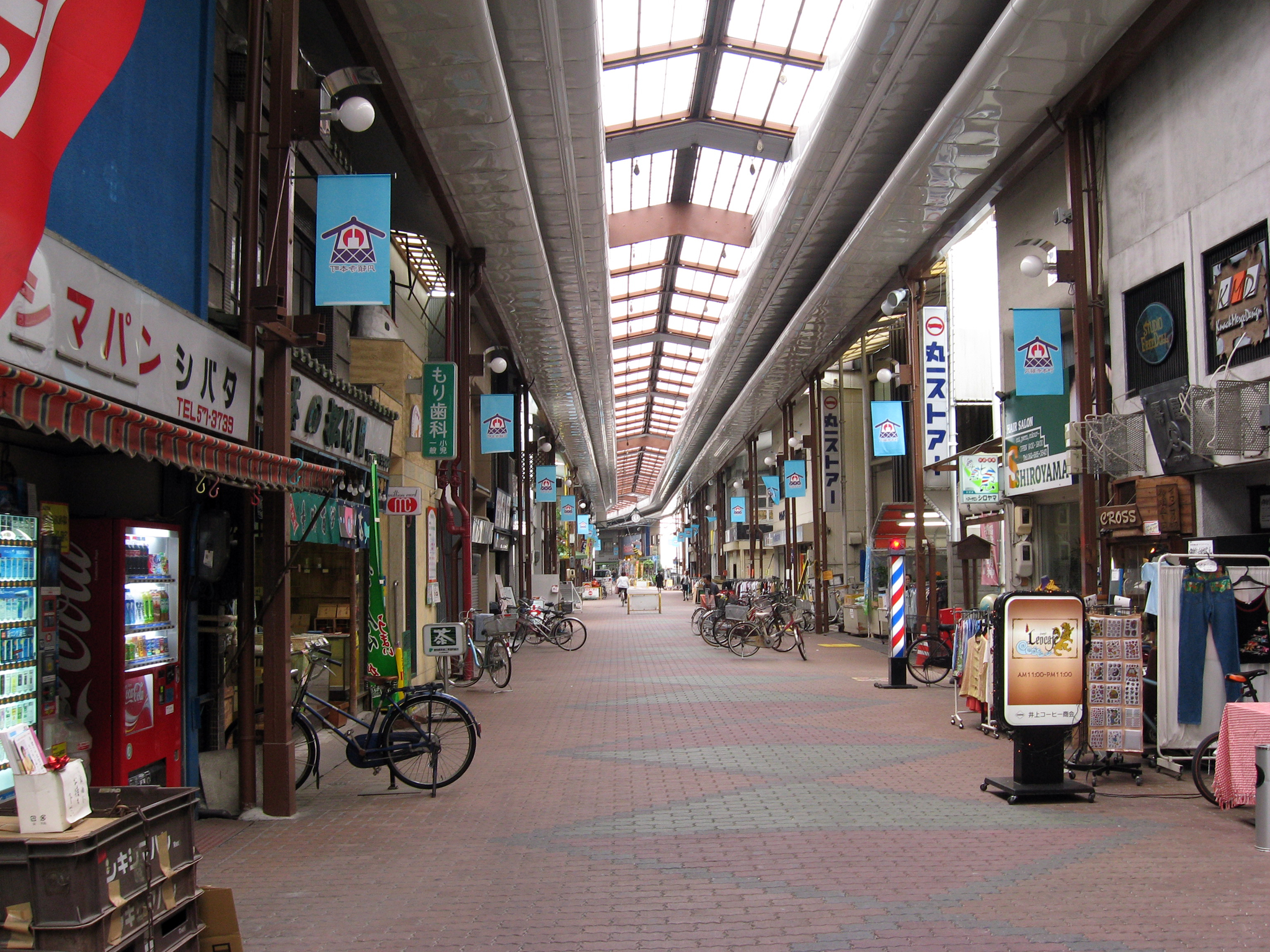
Endoji Hommachi à Nagoya

Une shōtengai (商店街) est, au Japon, une rue commerçante. Les shotengai sont en général piétonnes et cyclables, et sont souvent couvertes ou en arcades.

## Caractéristiques
Les shotengai les plus anciennes étaient souvent situées le long de routes menant à des temples ou sanctuaires d'importance, comme Nakamise-dori à Asakusa. Celles plus récentes sont à proximité des stations de train ou de métro.
Si elles sont souvent organisées autour d'un ou deux grandes surfaces franchisés (notamment supermarché ou parapharmacie), la plupart des commerces sont des commerces de proximité spécialisées de produits (primeurs, boucheries, librairies, vêtements, meubles, vaisselle, papeterie etc.) ou de service (salons de coiffure, tailleurs, pressing etc.) ainsi que des restaurants. Les services publics, notamment bureaux de poste ou poste de kōban, sont présents dans la shotengai ou les rues adjacentes. Dans les grandes villes, des hôtels, pachinko ou konbini y sont aussi souvent installés.
Leur entrée est souvent marquée par un ou plusieurs portiques massifs indiquant leur nom.

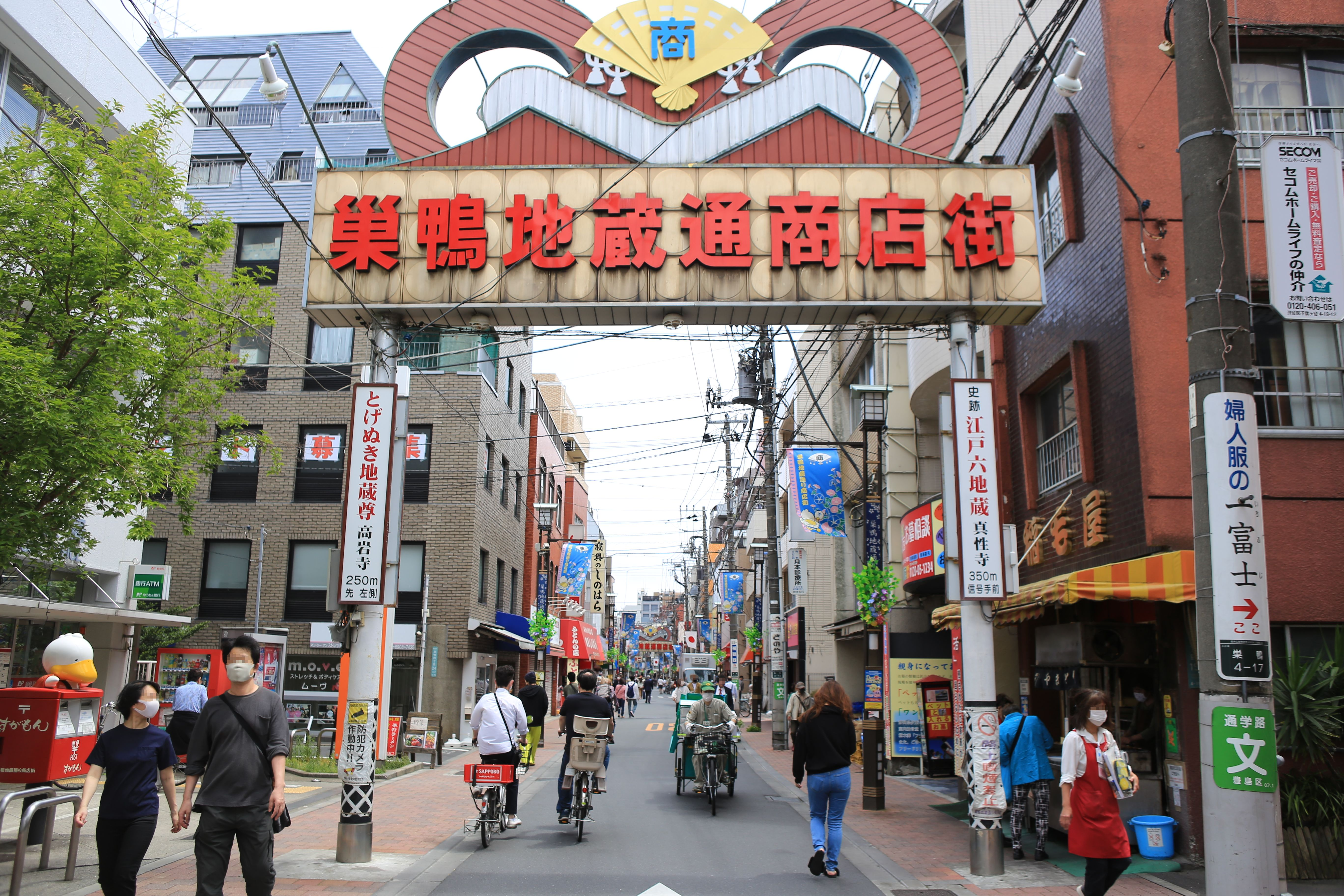
Entrée de la shotengai de Sugamo et son portique caractéristique

## Historique

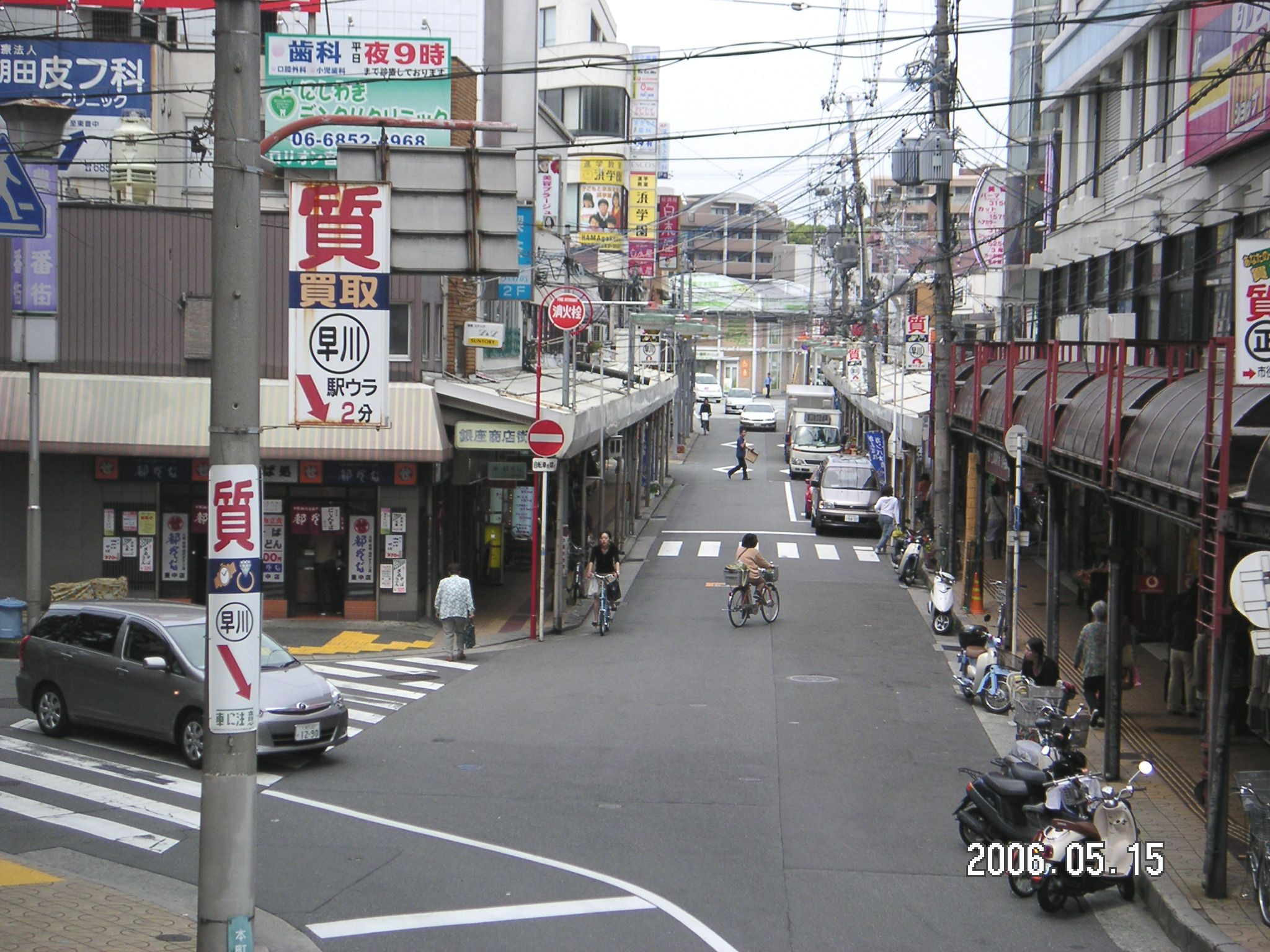
Toyonaka Ginza shotengai (Osaka) et ses arcades